# DPOF

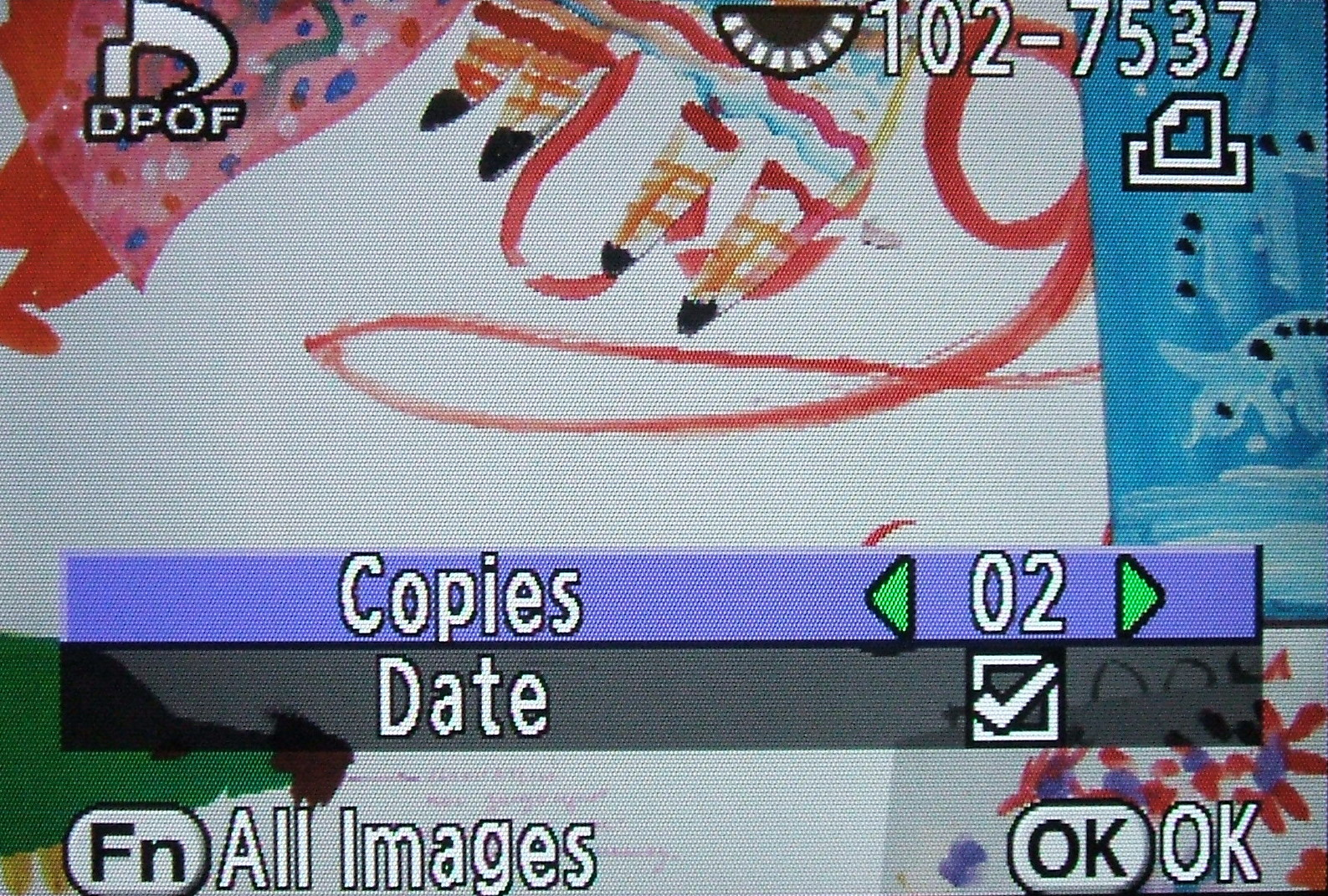
Simpel DPOF-menu.

DPOF (Digital Print Order Format) is een bestandsformaat dat de gebruiker van een digitale camera toelaat te bepalen welke van de opgenomen beelden op de opslag-kaart moeten worden afgedrukt, samen met informatie over het aantal kopieën of andere afbeeldinginformatie zoals papierformaat, afbeelding titel tekst, oriëntatie van het beeld (horizontaal of verticaal), contactgegevens en zo meer.
DPOF bestaat meestal uit een set van tekstbestanden in een speciale map op de opslag-kaart. Deze optie kan worden bereikt via een van de menu-opties van de camera. De opslag-kaart kan vervolgens worden meegenomen naar een printshop (drukkerij) of thuis worden afgedrukt met een compatibele desktopprinter.
DPOF werd door een consortium van printer- en camerafabrikanten zoals Canon, Inc., Eastman Kodak, Fujifilm en Matsushita ontwikkeld. Oorspronkelijk vrijgegeven in oktober 1998, is de specificatie op 17 juli 2000 naar versie 1.10 geüpdatet.
De huidige versie heeft de volgende functies:
- het afdrukken van meerdere afbeeldingen op één blad (contact sheets);
- het specificeren van de grootte van de afdruk;
- het zenden van de afbeeldingen via fax en internet;
- ondersteuning voor diavoorstellingen door middel van een auto-play-functie.

## Referentie
- Verschillende Auteurs, art. DPOF, en.Wikipedia.org (2004-2008)